# Renault Twingo

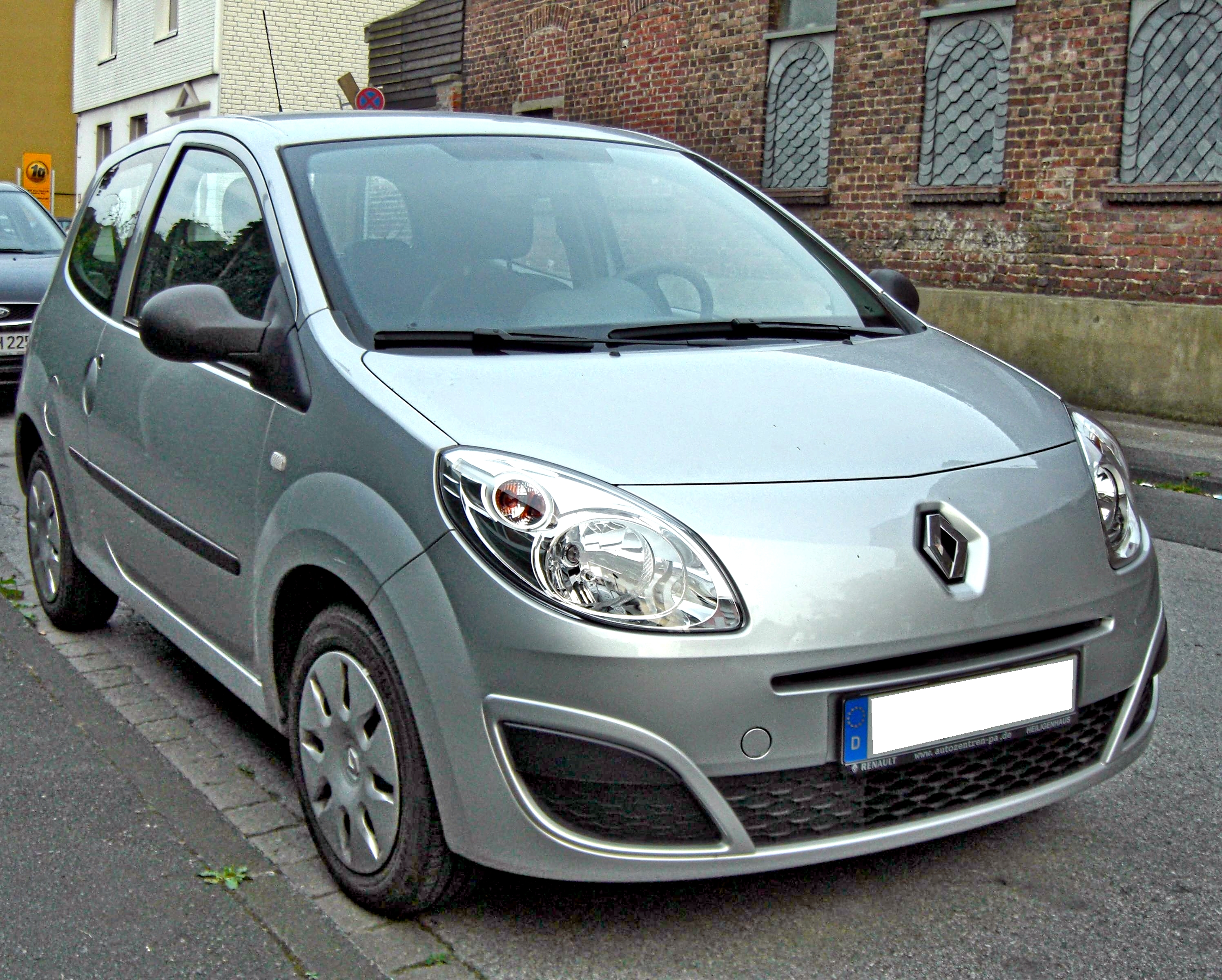
Második generációs Twingo

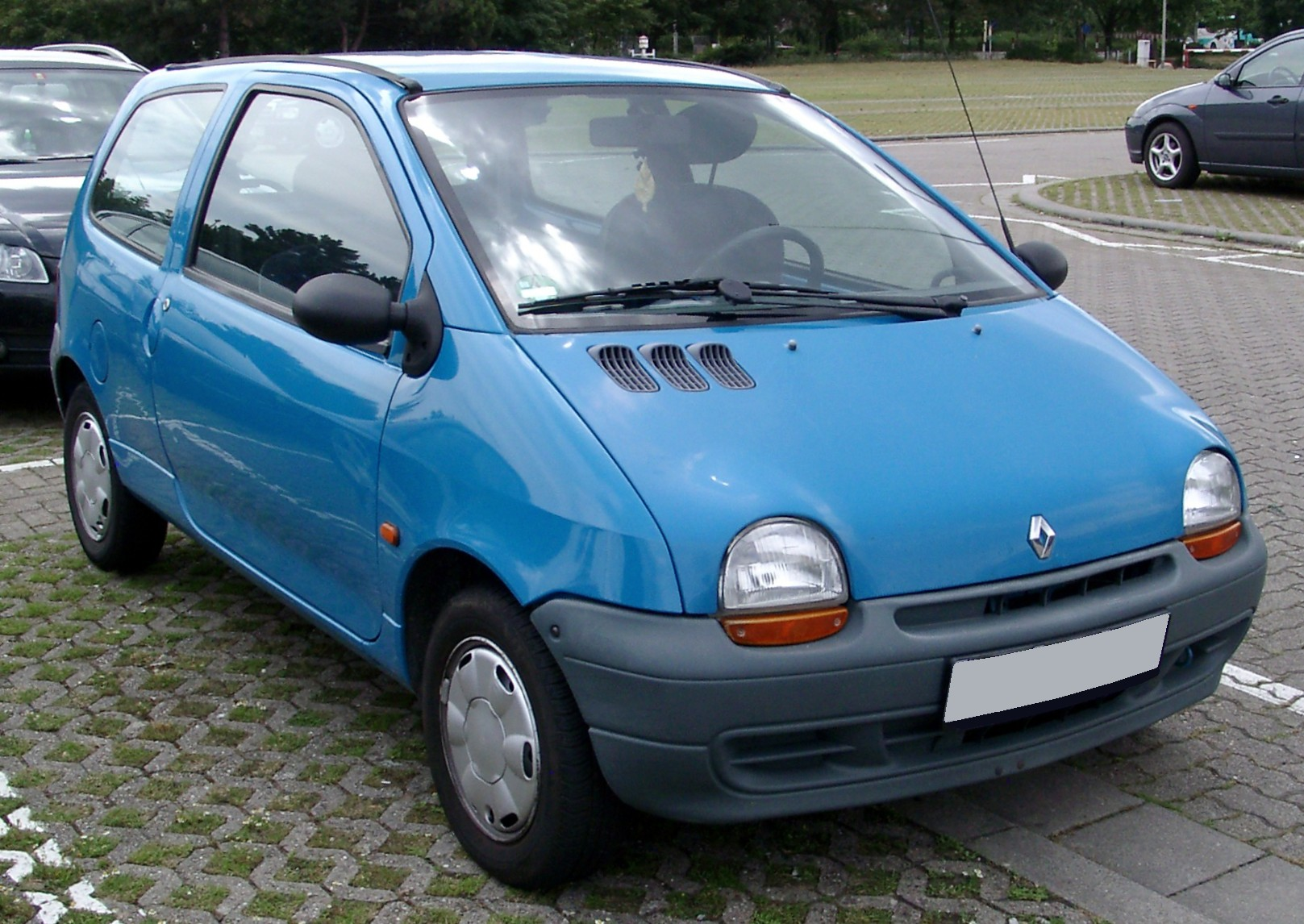
Első generációs Twingo

A Renault Twingo a francia Renault autógyár egy kisautója. Az első generáció 1992 szeptemberében, a Párizsi Motor Show-n mutatták be először, majd 1993-ban került az európai autópiacra. A második generáció 2007 nyarán, a harmadik generáció 2014 tavaszán debütált.
Neve három tánc - Twist, Swing, Tango - nevének összetételéből született.

## Twingo I (1992–2007)
A Twingo alapjául egy 1986-ból származó, W60 kódjelű prototípus szolgált. Ezzel a tanulmánnyal valamelyest az R4-es utódját próbálták megalkotni, ezért a fő szempontok itt is az alacsony ár és a kis méret voltak. 1988-ban a Renault új vezére, Raymond Lévy módosította a W60-as terveit és megalkotta az X60-at, amely már nagy hasonlóságot mutatott a Twingóval.
1992. október 5-én, a Párizsi Motor Show-n mutatták be először az új modellt. A debütálás olyannyira eredményes volt, hogy az autókiállítás ideje alatt 2240 megrendelést kapott a gyár az autóra. 1993. áprilisában kezdték meg az értékesítést és az év végére már 125 000 Twingo kelt el.

## Biztonság
Twingo I
EuroNCAP:
- Utasbiztonság: , 23 pont
- Gyalogosvédelem: , 11 pont

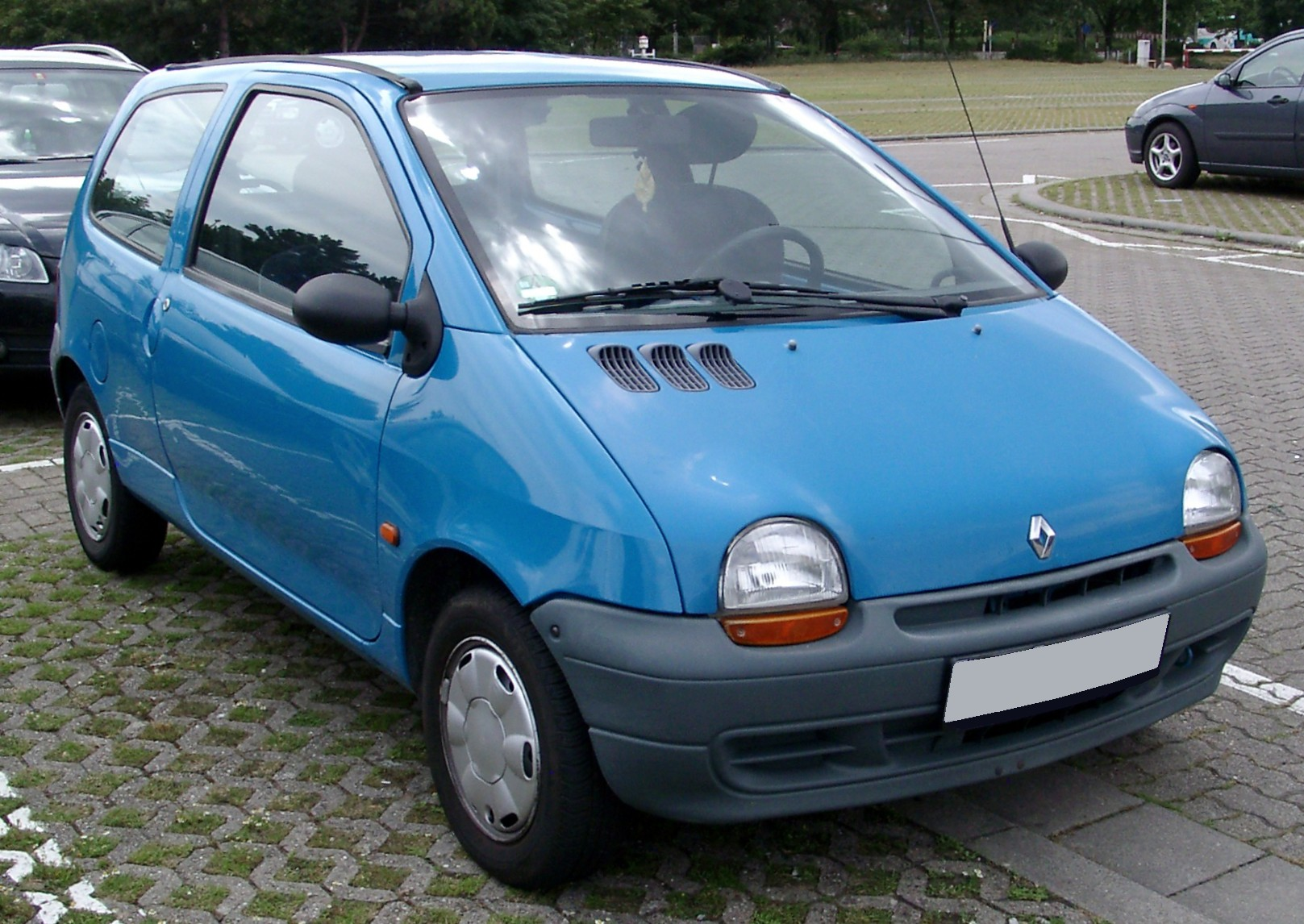
1993–1998 Twingo, front
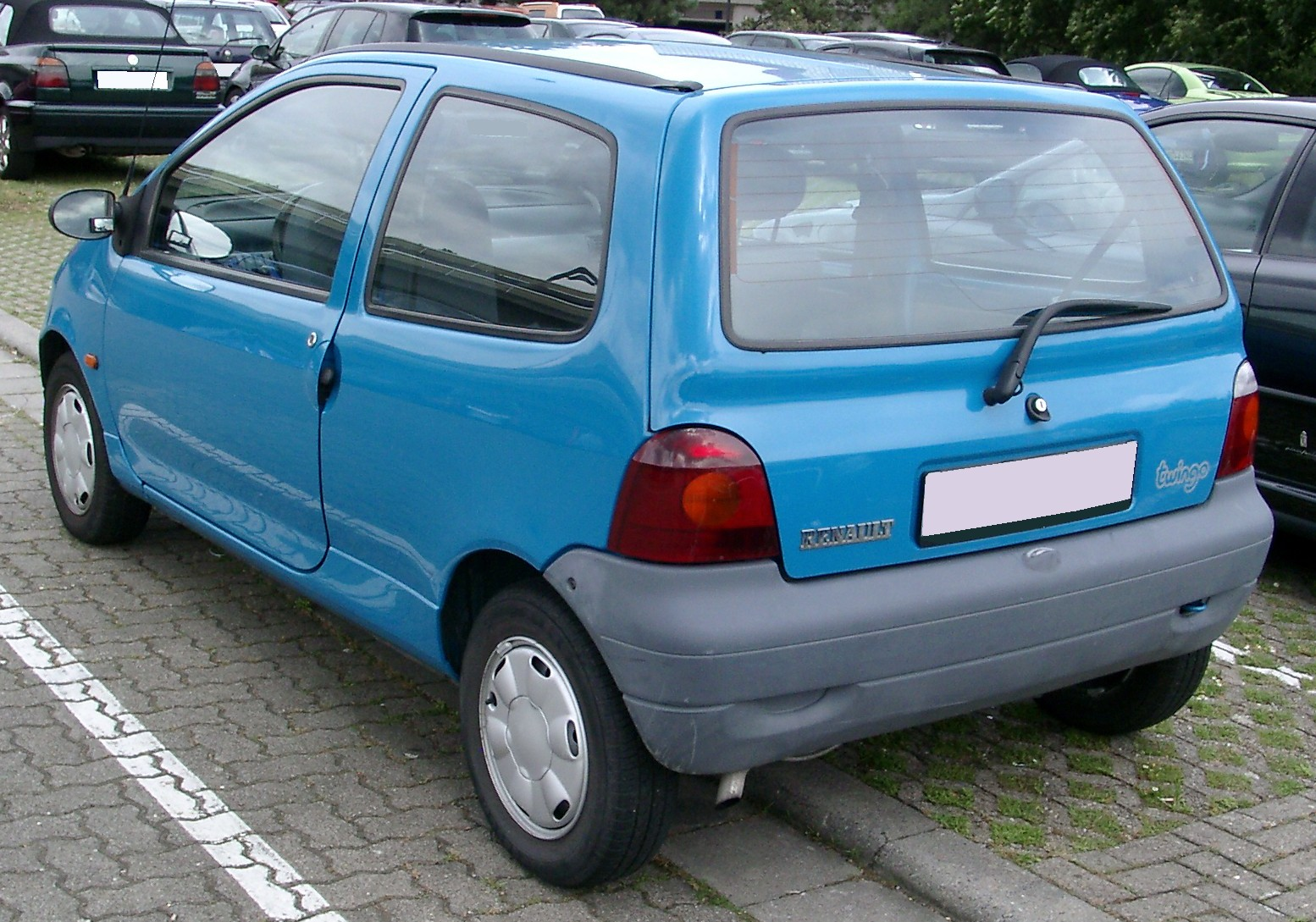
1993–1998 Twingo, rear
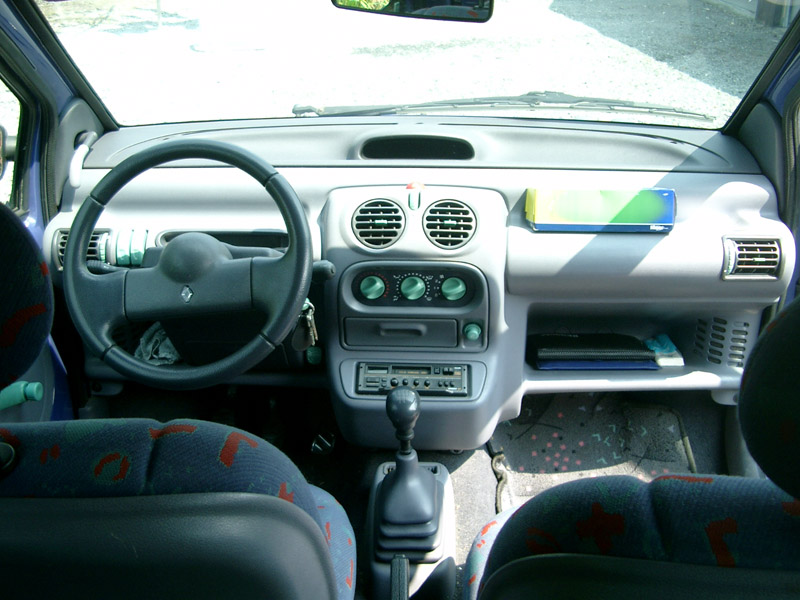
1993–1998 Twingo, interior
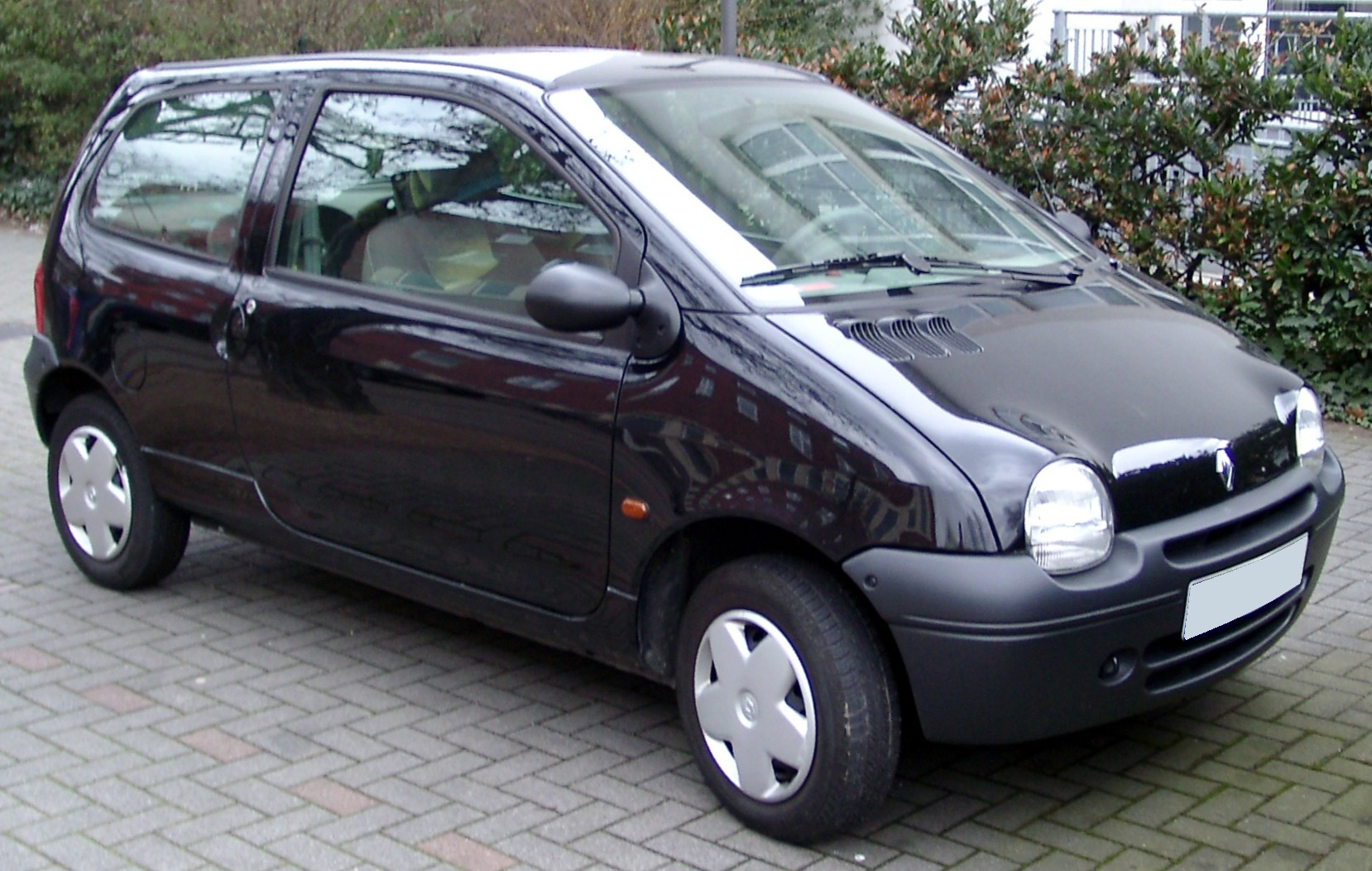
1998–2000 Twingo, front
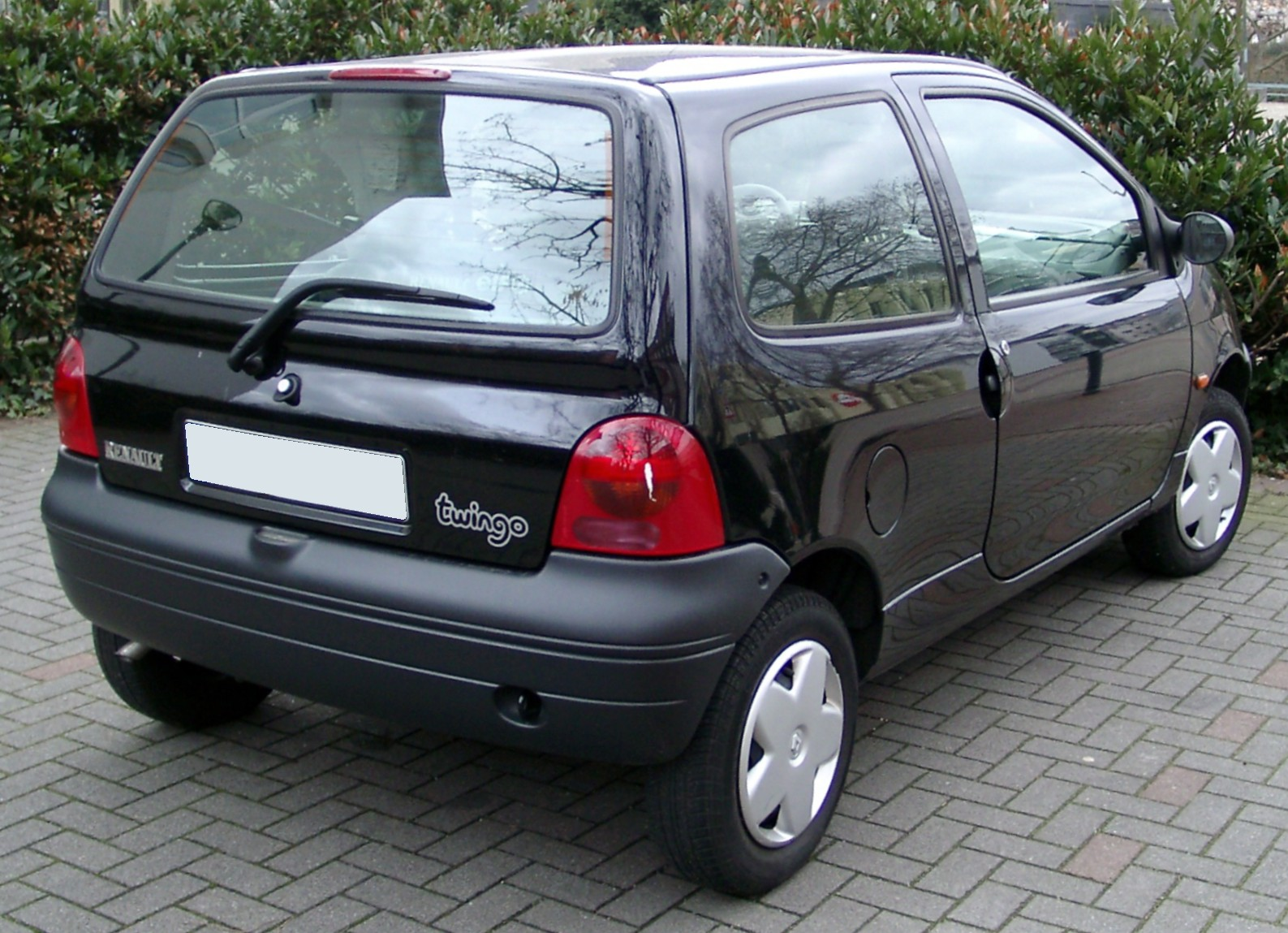
1998–2000 Twingo, rear
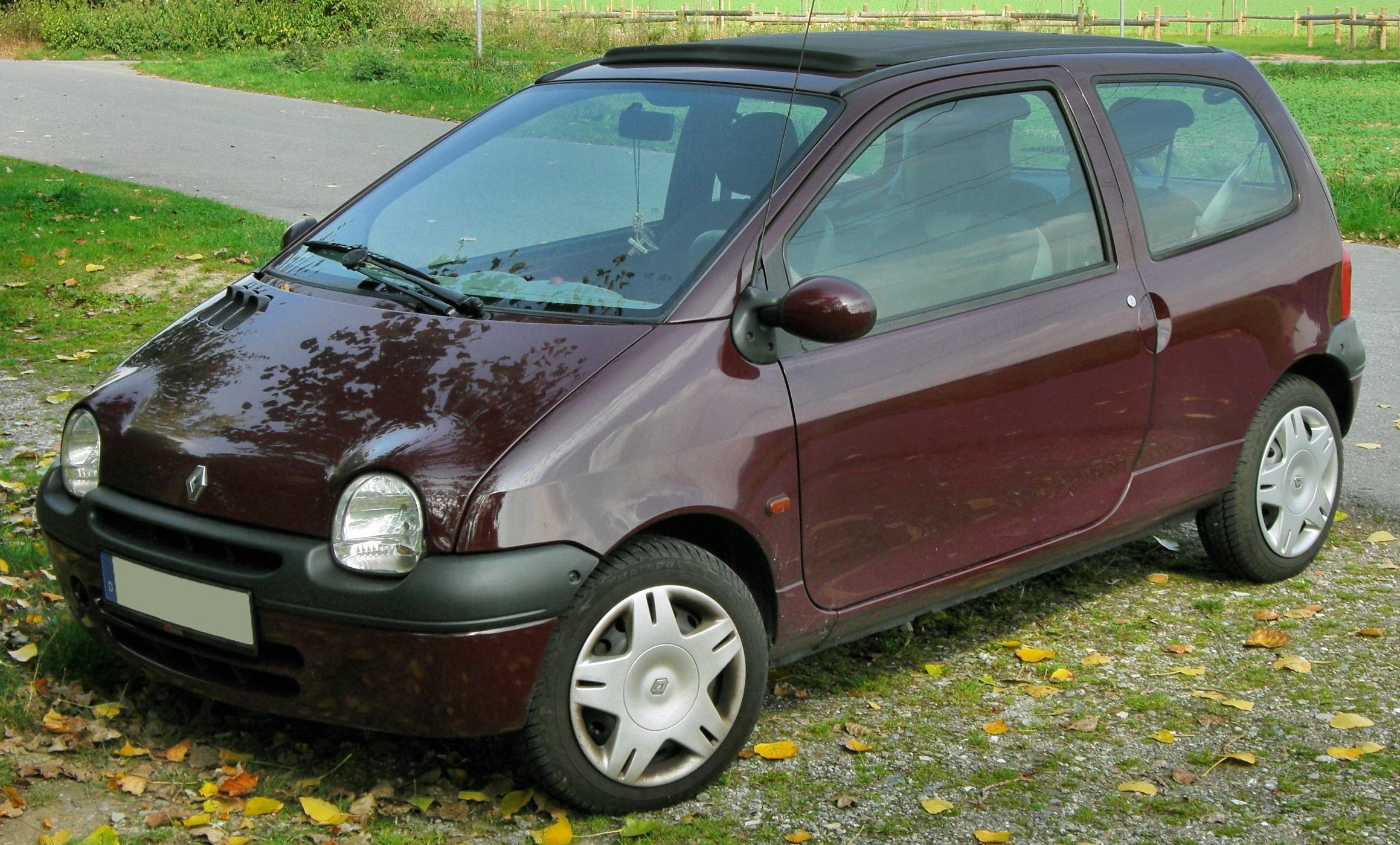
2000–2004 Twingo, front
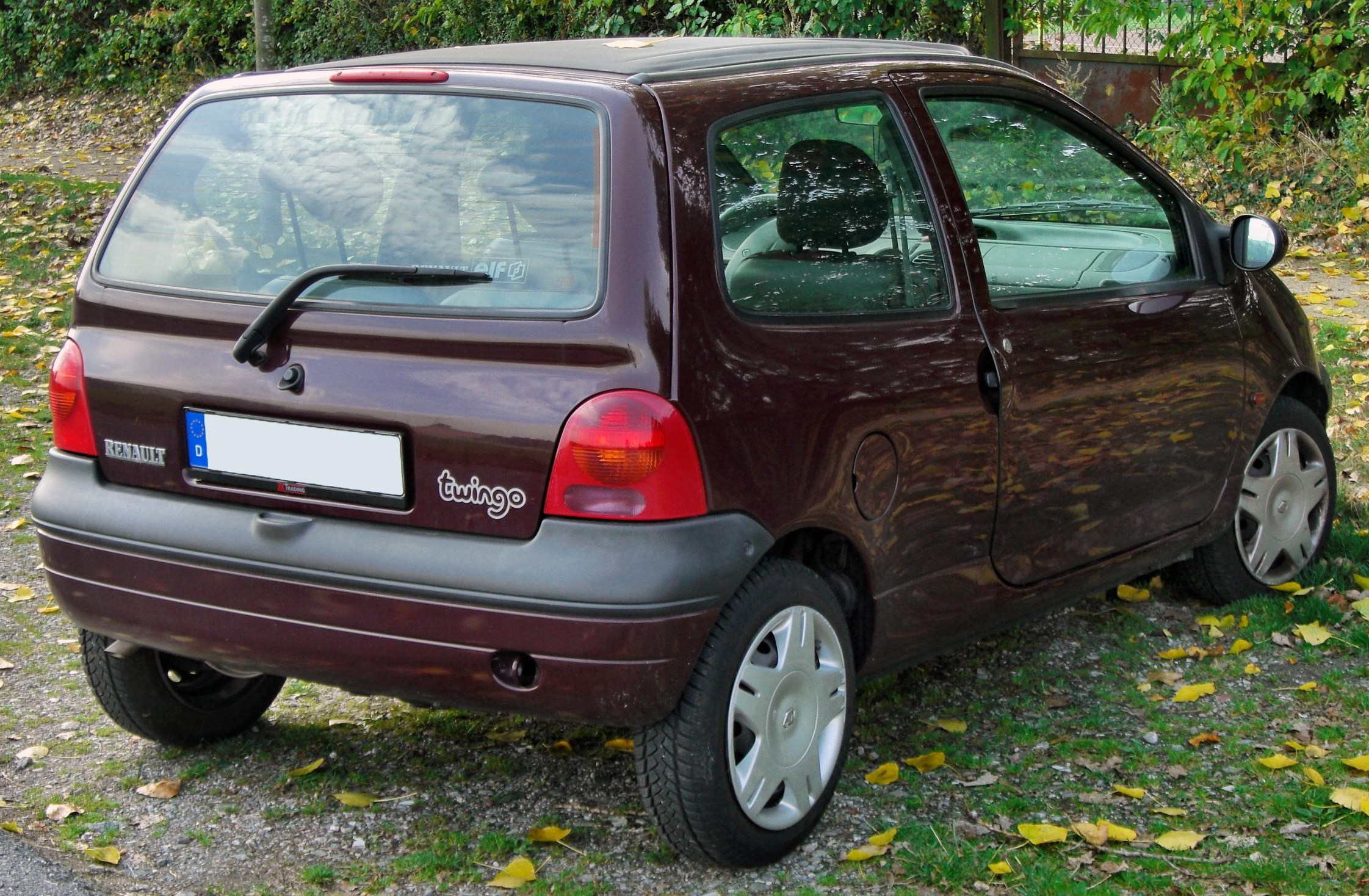
2000–2004 Twingo, rear
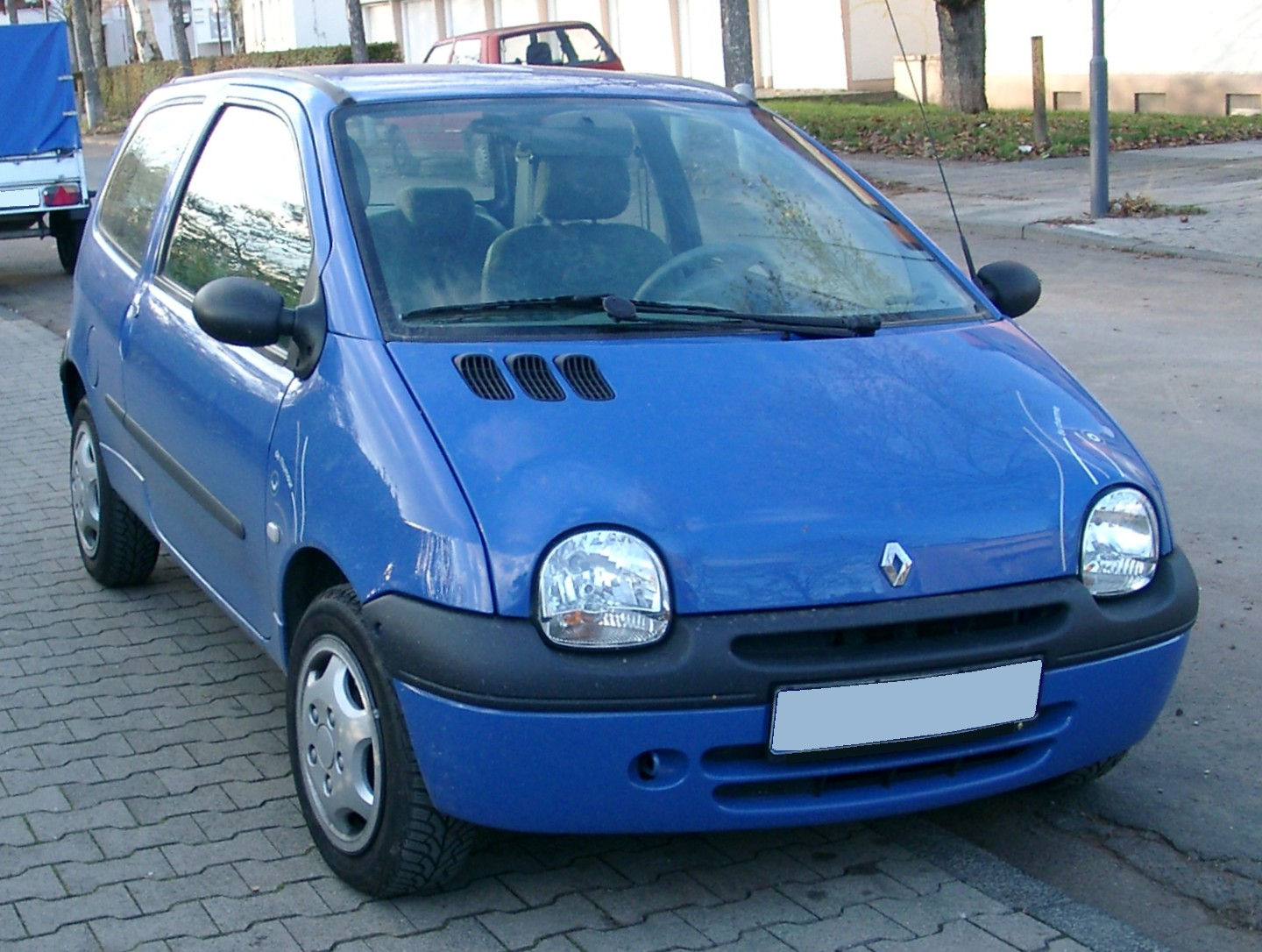
2004–2012 Twingo, front (non-standard wheels)
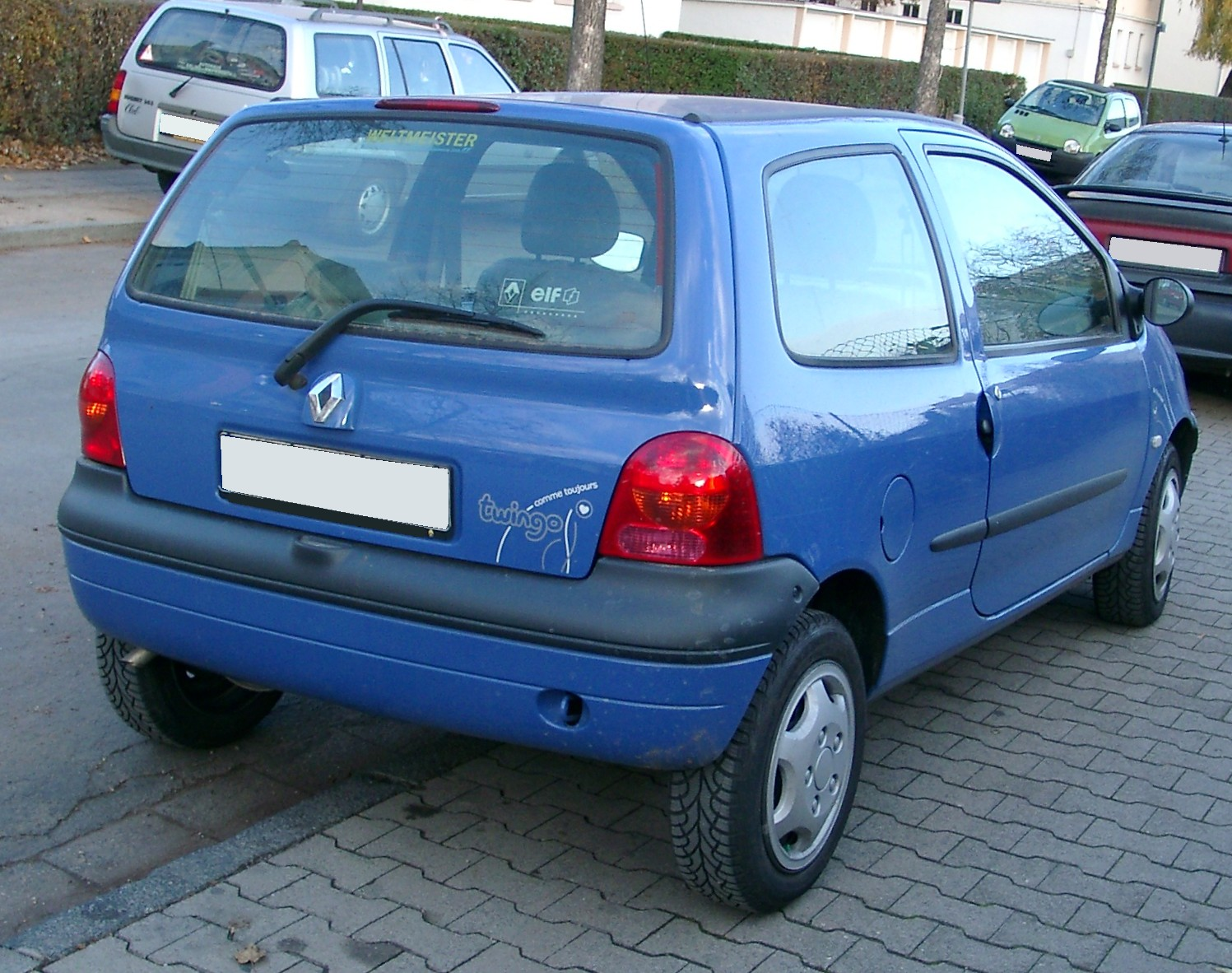
2004–2012 Twingo, rear (non-standard wheels)

Twingo II
EuroNCAP:
- Utasbiztonság: , 28 pont
- Gyalogosvédelem: , 25 pont

Twingo III
EuroNCAP:
- Felnőtt Utasbiztonság: 29.9 pont, 78 százalék
- Gyermek Utasbiztonság: 40 pont, 81 százalék
- Gyalogosvédelem: 24.5 pont, 68 százalék